# Rapcsányi László (újságíró)
Rapcsányi László (Jánoshalma, 1925. április 23. – Budapest, 2013. február 10.) Kazinczy-díjas magyar író, újságíró, ügyvéd, szerkesztő.

## Életpályája
Szülei: Rapcsányi István és Sztankó Jusztina. 1945-ben érettségizett a bajai Ciszterci Gimnáziumban. 1950-ben végzett a Pázmány Péter Tudományegyetem Jog-és Államtudományi Karán. 1950–1957 között Székesfehérváron és Budapesten ügyvéd volt. 1957–1968 között vállalkozó, valamint alkalmi újságíró volt. 
1960–1968 között a Magyar Rádió külső, majd 1968-tól belső munkatársa, főmunkatársa lett. 1987-től a Sárga regények című sorozat szerkesztője. 1989-től a Magyar–Izraeli Baráti Társaság elnöke volt. 1993–1995 között a vallási főszerkesztőség vezetője volt, amikor nyugalomba vonult.

## Művei
- A Biblia világa (1972)

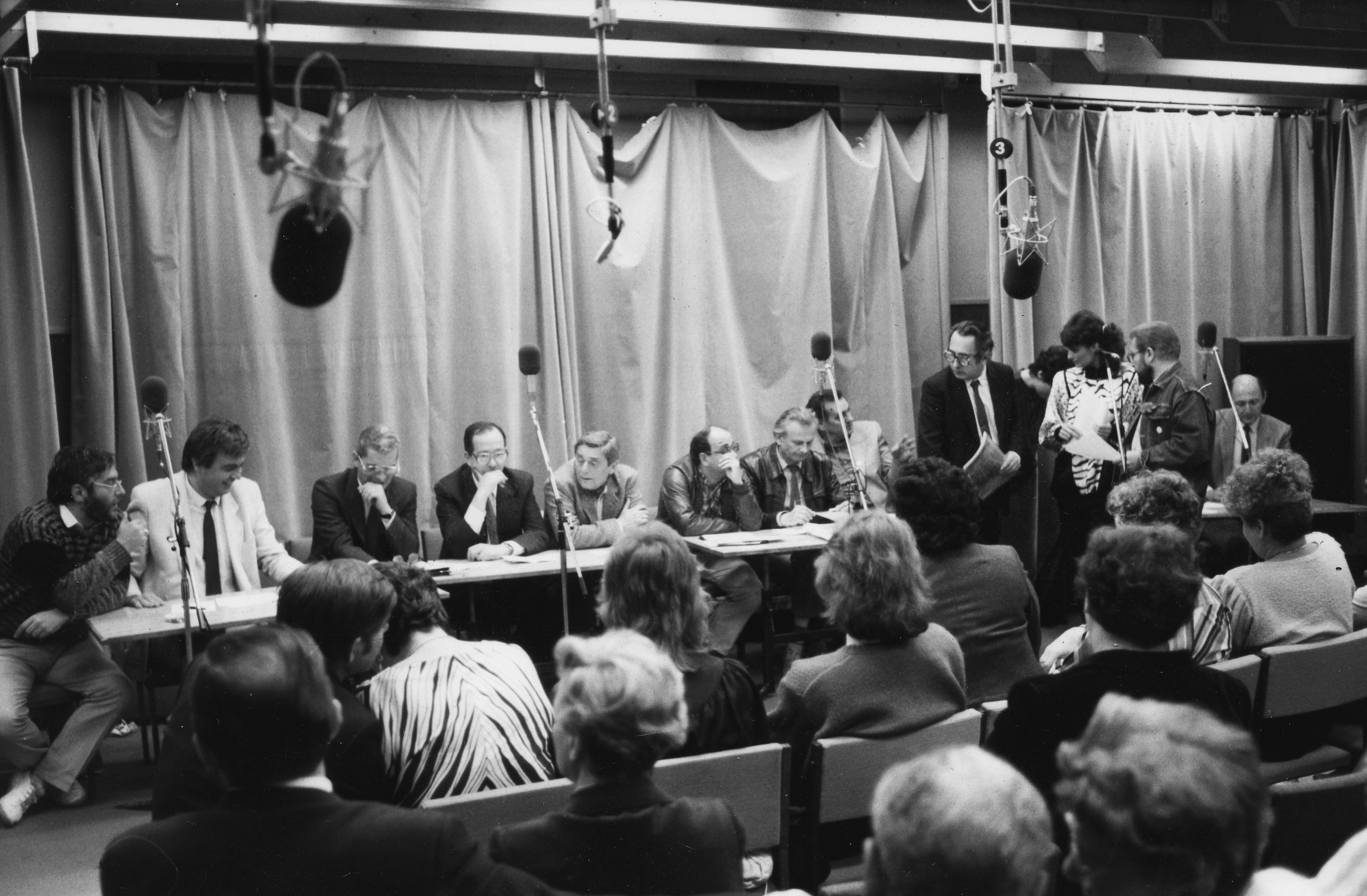
A 62 éves Rádió napja, humorfórumon (Verebes István, Pintér Dezső, Mécs Károly, Kulcsár István, Rapcsányi László, Rékai Gábor, Petress István, Marton Frigyes, Sebestény János, Kondor Katalin, Győrffy Miklós, Mester Ákos)

- Mikrofonnal a Föld körül (társszerkesztő, 1974)
- Boros János–Rapcsányi László: Vendégségben őseinknél; Gondolat, Budapest, 1975
- Beszélgetések a Bibliáról (1978)
- Áthosz, a Szent Hegy és lakói (1979)
- Jeruzsálem (1984)
- Tolnai Világlapja (szerkesztő, 1988)
- Vasárnapi Újság (szerkesztő, 1989)
- Útikönyv a képzelet országaiba. Fülszövegek elfoglalt emberek számára; Panoráma, Budapest, 1998
- Szent Péter széke fényben és árnyékban (2003)
- Szent Ferenc leányai Baján (Merk Zsuzsával, 2003)
- A város keresi múltját. Borbíró [Vojnics] Ferenc, Baja város polgármestere. Emlékezések, dokumentumok; szerk., szöveggond., jegyz. Merk Zsuzsa, Rapcsányi László; Türr István Múzeum–Múzeumbarátok Köre Alapítvány, Baja, 2007 (Bajai dolgozatok)
- A távolság könnyű levegője. Útirajzok; Kairosz, Budapest, 2010
- Ha angyalt látsz, szóljál! Beszélgetések, rádiós tárcák, hangulatok; Argumentum, Budapest, 2012

## Díjai, elismerései
- Rózsa Ferenc-díj (1978)
- Pro Urbe Baja (1979)
- SZOT-díj (1981)
- Kazinczy-díj (1982)
- Szenes Hanna-díj (Izrael, 1985)
- Magyar Lajos-díj (1987)
- Baja Városáért kitüntető cím (1998)
- Jánoshalmáért kitüntetés (1999)
- Baja díszpolgára (2003)
- Bács-Kiskun Megyéért Díj (2005)
- Aranytoll (2005)
- Joseph Pulitzer-emlékdíj (2008)